# Hinrich Stammel
Hinrich Stammel (bl. 1428–1451) war Sekretär der Hansekontore in Bergen und Brügge.

## Leben
Die exakten Lebensdaten von Hinrich Stammel sind nicht bekannt. Er begann sein Studium nach Michaelis 1428 an der Universität Rostock, auf der auch die überwiegende Zahl seiner Nachfolger im Amt des Bergener Sekretärs künftig ausgebildet werden sollten. Für das Jahr 1448 ist er als Sekretär des Hansekontors auf Bryggen in Bergen nachgewiesen. In einer Denkschrift der Bergenfahrer im Kontor von 1451 wird auf die Aufzeichnung einer Beschwerde aus dem Jahr 1448 an König Christoph III. von Dänemark in einem von ihm geführten Buch Bezug genommen. Er ist damit der erste überlieferte Sekretär des Kontors in Bergen. Sein Nachfolger in Bergen wurde 1449 der Sekretär Christian von Geren, mit dem die reiche Chronistik der Bergenfahrer einsetzt. Entsprechend wird Hinrich Stammel im Laufe des Jahres 1449 nach Brügge übersiedelt sein, wo er als Sekretär des Hansekontors in Brügge erstmals im März 1450 urkundlich belegt ist.
Der Magister Jakob Raven wurde 100 Jahre später ebenfalls Sekretär beider Kontore.